# Свети Атанасий (Варна)
Вижте пояснителната страница за други значения на Свети Атанасий.
„Свети Атанасий“ е църква в град Варна, България, част от Варненската и Великопреславска епархия на Българската православна църква. Намира се в непосредствена близост до Римските терми в града.

## История и архитектура
Църквата в сегашния си вид датира от 1838 година, когато е построена отново на мястото на изгорялата две години по-рано църква. Смята се, че храмът е построен на мястото на две средновековни църкви – не се знае кога е построена първата, а втората се датира към XIII – XIV век.
В архитектурно отношение „Свети Атанасий“ е трикорабна базилика с богата вътрешна украса и остъклен нартекс. Дърворезбата на иконостаса, владишкия трон и тавана е забележителна – шедьовър на църковното изкуство, дело на майстори от Тревненската школа. Повечето икони са дело на тревненските майстори Захари Ценюв и поп Димитър. Смята се, че образът на Свети Атанасий е дело на зографа Димитър от Созопол.
Изпълнената с голямо майсторство икона на Свети Спиридон е рисувана през 1853 година от Стерьос Димитриу от Кожани. Гръцкият ѝ надпис гласи: „Εγραφη Στεργιος Δημητρίου ό ἔπί Κοζανης δαπανη μεν του Ἔθνους τὤν ὐποδηματοποιὤν βαρναθων επιστασία Δανιήλ Νικολάου εθναρχου ετει Σωτηριου 1853 μηνι απριλ.“ (в превод „Изрисува Стерьос Димитриу от Кожани с иждивението на дружеството на обущарите варнензи с грижата на Даниил Николау, народоначалник, в годината 1853, месец април“).
В църквата има няколко живописни слоя.